# فابيانا كوستنر
فابيانا كوستنر مواليد 15 أبريل 1981 في بلوميناو، هي لاعبة كرة يد برازيلية. مثلت منتخب البرازيل لكرة اليد للسيدات. شاركت في دورة الألعاب الأولمبية الصيفية سنة 2004.

## روابط خارجية
- فابيانا كوستنر على موقع أوليمبيديا (الإنجليزية)